# امامزاده اسماعیل (میانه)
امامزاده اسماعیل آرامگاهی مربوط به دوره صفوی است و در شهر میانه، محله سرچشمه واقع شده و این اثر در تاریخ ۲۸ مرداد ۱۳۴۸ با شمارهٔ ثبت ۸۷۱ به‌عنوان یکی از آثار ملی ایران به ثبت رسیده‌است.
آن گونه که روی سنگ مزار ایشان حک شده کشف مزار شریف ایشان مربوط به سال ۹۲۳ ق است. این بقعه از این تاریخ به بعد مورد توجه اهالی میانه قرا گرفته‌است.
اهالی میانه معتقدند که ایشان نواده امام جعفر صادق است و عده ای هم امامزاده سید محمد مدفون در روستای کندوان را پدر امامزاده اسماعیل می‌دانند. هم‌اکنون آستان مقدس امامزاده سید اسماعیل تحت نظر هیئت امنا اداره می‌شود. تولیت آن بقعه مبارکه در سال ۱۳۷۳ ق از طرف سید شهاب‌الدین مرعشی نجفی به سید عبدالستار محمدی میانجی واگذار شده بود. ایشان در آبادانی و توسعه آن حرم منور نقش اساسی داشت.
در کتاب منتخب‌التواریخ که از تالیفات عالم عامل و فقیه کامل سعید فقید حاج شیخ محمدهاشم خراسانی رحمت‌الله علیه میباشد،منقول از کتاب ارشاد شیخ مفید،و کتاب مناقب ابن شهر آشوب و کتاب عمدة الطالب شیخ احمد رضوان الله تعالی علیهم آمده است که پیشوای شیعیان جهان امام جعفر صادق علیه آلاف التحیة و الثنا دارای ده فرزند پسر و دختر می‌باشد.به نامهای جناب اسمعیل،جناب عبدالله و مخدره ام قروه که والده ماجده این سه تن فاطمه بنت الحسین الاصغر ابن امام سجاد علیه السلام است. و بقیه اولاد آن حضرت به نامهای جناب موسی،جناب اسحق،جناب محمد،جناب عباس،جناب علی،مخدره اسما،و مخدره فاطمه که مادر مکرمه این هفت فرزند حمیده ام ولد می‌باشد.از این تاریخ چنین به نظر می‌رسد که پدر بزرگوار حضرت سید اسماعیل علیه السلام جناب محمد پنجمین فرزند ذکور امام همام حضرت جعفر صادق علیه السلام است.این سید والا مقام که با ندای یا ایتها النفس المطمعنة ارجعی الی ربک راضیة مرضیة به داعی حق لبیک گفته و در این بقعه مبارکه سر به بالین خاک نهاده و آرمیده است سلسله اجداد طاهرینش با شش واسطه به حضرت ختمی مرتبت محمد مصطفی صلی الله علیه و آله و سلم و با پنج واسطه درخشان به حضرت مولی الموحدین علی بن ابی طالب علیه السلام  منتهی می‌گردد.نام مبارکش اسماعیل و لقب شریفش کمال‌الدین است.در منقبت نسبش همین بس که حضرت امام جعفر صادق علیه السلام جد بزرگوارش،حضرت امام موسی کاظم علیه السلام عموی مکرمش،و حضرت امام رضا علیه السلام پسر عموی گرامیش می‌باشند.آنطور که از تاریخ به دست می‌آید و تقریباً با نظر هم مطابقت دارد دوران خلافت منصور دوانیقی علیه اللعنة و العذاب خلیفه دوم سلسله عباسیان از سال ۱۳۶ تا سال ۱۵۸ هجری قمری می‌باشد،که حدود ۲۲ سال سلطه جائرانه منصور دوانیقی به ممالک اسلامی بوده‌است،آن از خدا بی‌خبر چنان با خاندان پیغمبر دشمنی داشت که مخالفت خود را با علویان به حد کمال رسانید و خیلی از سادات بنی‌فاطمه را بدون جرم و تقصیر دستگیر نموده بی رحمانه به شهادت رساند.و عرصه روزگار را بر ذریه رسول اکرم صلی‌الله علیه و آله و سلم تنگ می‌نمود.در هر کجای قلمرو حکومتش سیدی بود با یک بهانه واهی،موذیانه به حبس انداخته عاقبت به قتل می‌رساند.لذا این مظلومان تاریخ ناچاراً از جور جاثرین حکومت دست از اهل و عیال و خانواده‌شان کشیده جلای وطن می‌شدند.مرحوم آیت الله حاج شیخ علی کتانی میانجی رحمة الله علیه که از عالمان پرهیزگار و نوابغ روزگار بود چنین می‌نویسد:حضرت امام زاده سید اسماعیل علیه السلام از آن جمله ساداتی است که در عصر سلطه خلفای بنی عباس بطور مخفیانه از حجاز و عراق وارد سرزمین ایران شده‌اند.و این سید بزرگوار نیز با مشیت حضرت باریتعالی در شهرستان میانه بار اقامت گشوده و سکنی گزیده است.بعد از چند ماه به علت بیماری همانند اجداد کرامش در دیار غربت بر مقدرات حق تسلیم و جان عاریت به خالق جان آفرین تقدیم نموده است.بعد از گذشت چند صد سال از رحلتش به تاریخ ۹۲۳ هجری قمری توسط خود حضرت امام زاده سید اسماعیل علیه السلام در عالم رویا به یک نفر از مومنین این شهرستان خوابنما گردیده و علت وفات و محل دفنش را اعلام می‌نماید.که بعد از این رویای صادقه،عده ای اقدام به حفاری می‌نمایند و قبر شریف کشف می‌گردد،که لوح مزار مبارک هم‌اکنون، در این بارگاه موجود می‌باشد.
در حال حاضر این صحن و سرا و حرم با صفا به برکت وجود این سید والا نسب صد ها سال است قبله اهل دل و پناهگاه درماندگان بوده و هست.هر کس به امیدی با خلوص نیت در این بارگاه دست نیاز به خالق بی‌نیاز باز کرده و این بزرگوار را واسطه قرار داده با عنایت حق به خواسته خود رسیده است.
مختصری از تاریخچه بقعه مبارک حضرت امام زاده سید اسماعیل علیه السلام

## نگارخانه

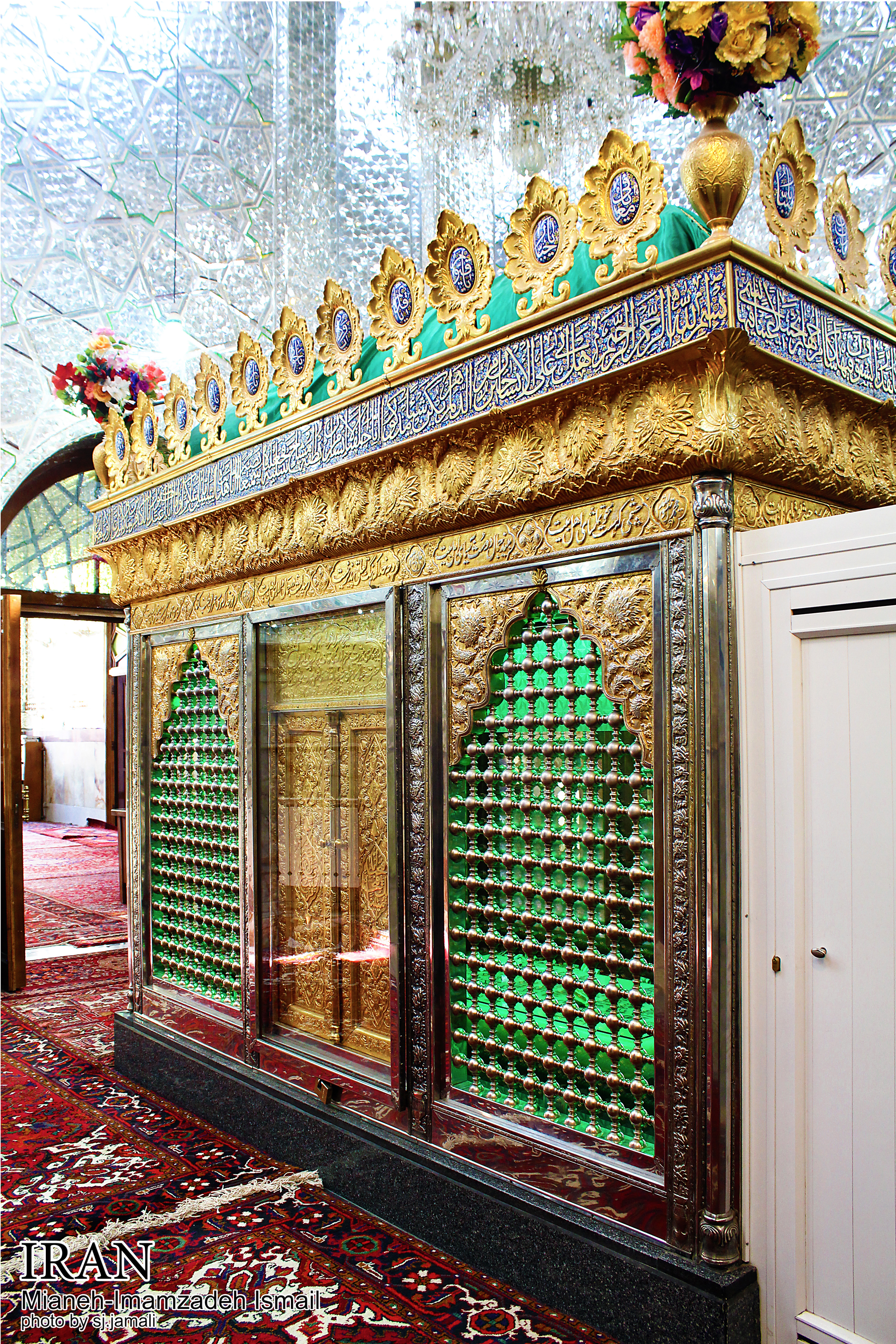
نمایی از ضریح امامزاده اسماعیل
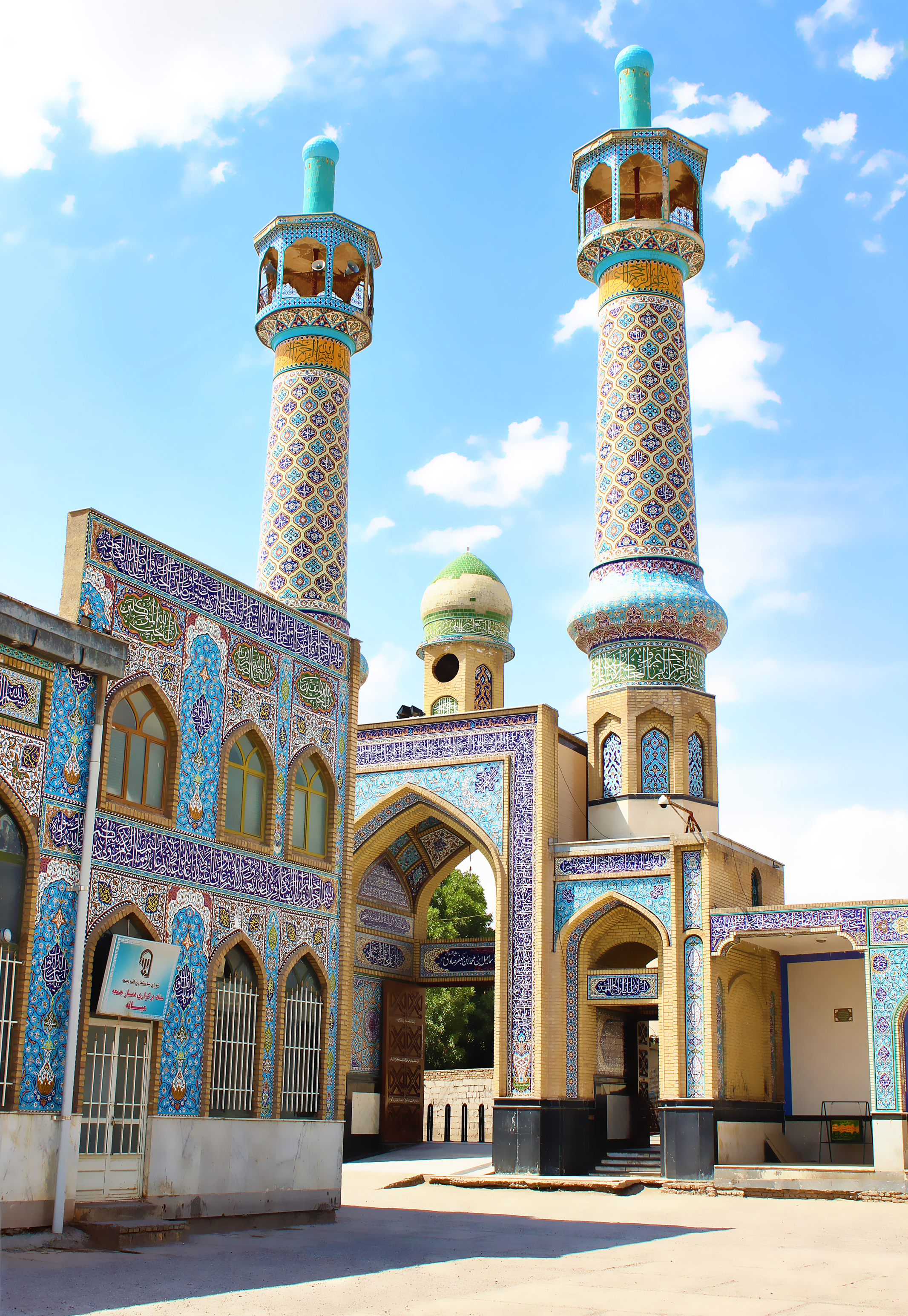
نمایی از گلدسته‌های صحن امامزاده اسماعیل
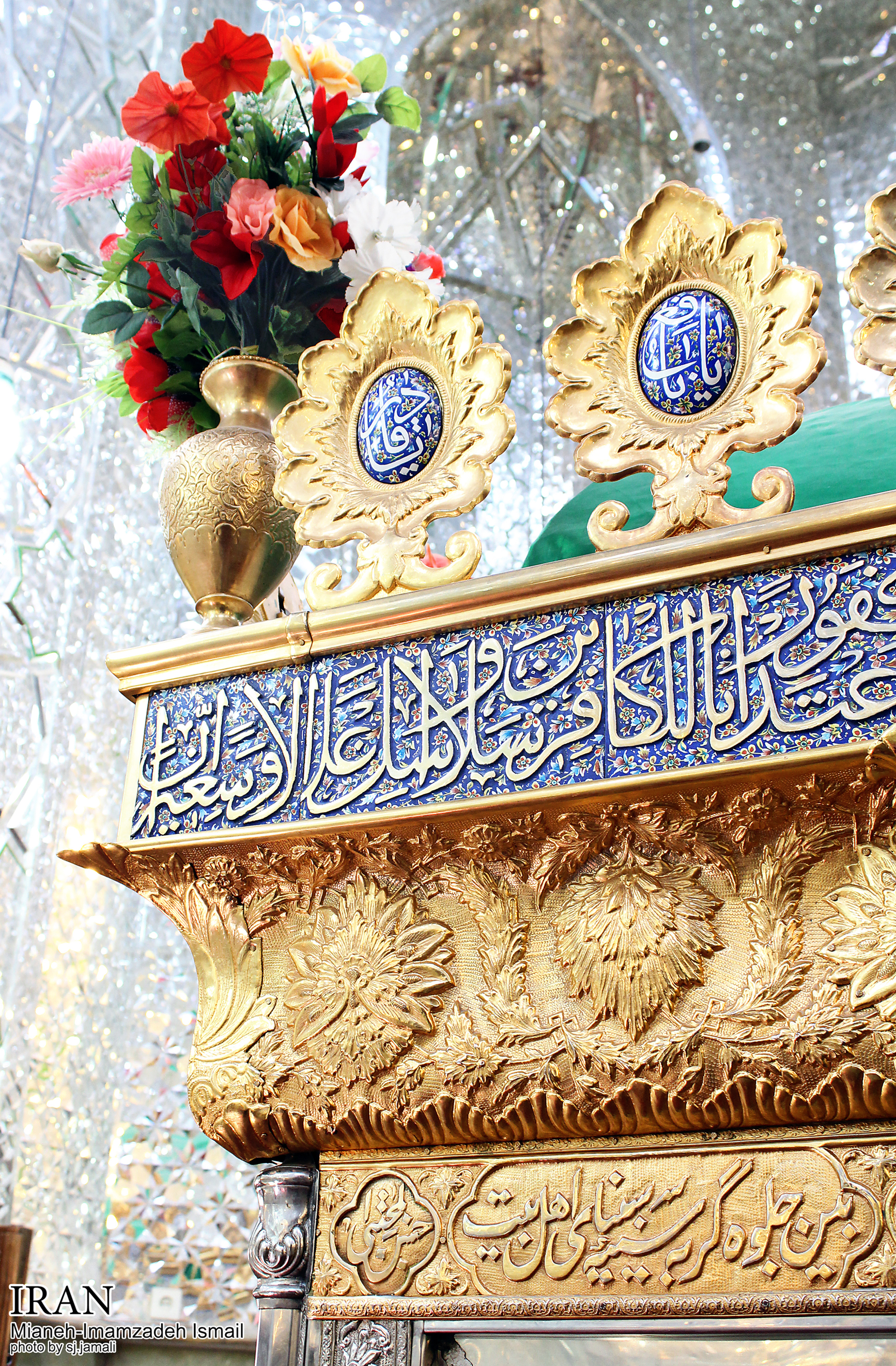
نمای نزدیک از ضریح امامزاده اسماعیل